# پل وینکر
پل وینکر (انگلیسی: Paul Wenneker; ۲۷ فوریهٔ ۱۸۹۰ – ۱۷ اکتبر ۱۹۷۹) دریابد، دیپلمات اهل آلمان بود.